# Герб Браги
Ге́рб Бра́ги — офіційний символ міста Брага, Португалія. Використовується як територіальний герб. У синьому щиті свята Діва Марія, одягнена у пурпурову туніку з блакитним мафорієм, у срібній короні. Лівицею вона піднімає немовлятка Ісуса, а в правиці тримає срібну лілію. Марія стоїть між двома срібними вежами. Над ними, у главі щита, розміщені в ряд три малих герба Португалії. Щит увінчує срібна мурована міська корона з п'ятьма вежами.  Під щитом біла стрічка, на якій великими літерами напис португальською: «Braga» (Брага).  Офіційно затверджений 23 березня 1989 року.  Діва Марія, на честь якої названий центральний Бразький собор, є одним із патронів міста. Дві вежі символізують вежі фасаду цього собору. Португальські щити — знаки приналежності міста до Португалії. Основний мотив герба Браги у вигляді Діви Марії з Ісусом між вежами використовується з середньовіччя. На старому гербі замість квінти зображено золоту єпископську митру.

## Галерея

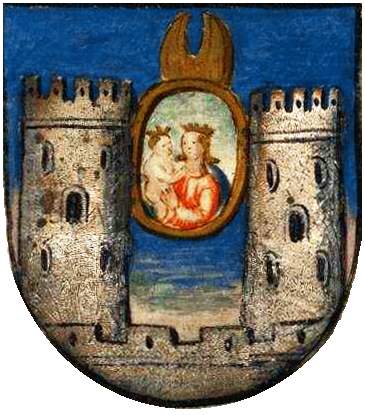
1675, «Thesouro de Nobreza»
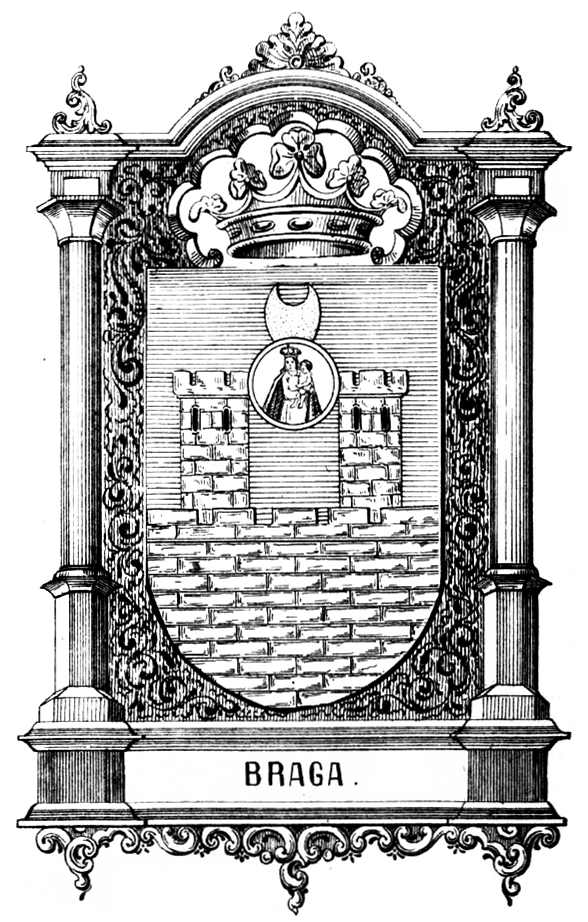
1860
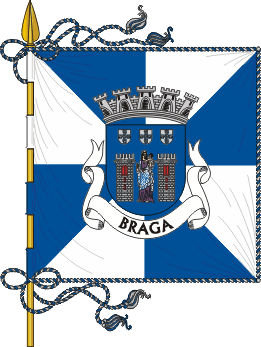
Прапор
Малий герб